# Saint-Marcel-de-Félines
Saint-Marcel-de-Félines è un comune francese di 787 abitanti situato nel dipartimento della Loira della regione dell'Alvernia-Rodano-Alpi.

## Società

### Evoluzione demografica
Abitanti censiti